# Raipur, Rajasthan
Raipur är en ort i Indien.   Den ligger i distriktet Pāli och delstaten Rajasthan, i den nordvästra delen av landet, 400 km sydväst om huvudstaden New Delhi. Raipur ligger 336 meter över havet och antalet invånare är 17 537.
Terrängen runt Raipur är platt. Runt Raipur är det ganska tätbefolkat, med 207 invånare per kvadratkilometer. Närmaste större samhälle är Jaitāran, 20,0 km norr om Raipur. Trakten runt Raipur består till största delen av jordbruksmark.